# Vinko Jelovac
Vinko Jelovac (Pisino, 18 novembre 1948) è un ex cestista e allenatore di pallacanestro jugoslavo, dal 1992 croato e naturalizzato sloveno.

## Palmarès

### Giocatore
- YUBA liga: 1

AŠK Lubiana: 1969-70
- FIBA World Cup All-Tournament Teams: 1

1974

### Allenatore
- Campionato israeliano: 1

Maccabi Tel Aviv: 1997-98
- Campionato croato: 1

Cibona Zagabria: 1999-2000
- Coppa di Israele: 1

Maccabi tel Aviv: 1997-98